# Policejní stát
Policejní stát je stát, ve kterém vláda užívá neomezeně represi, mimo jiné tajnou policii. Policejní stát je prvkem totalitních režimů. Obvyklá je existence cenzury a trestných pracovních táborů.
V minulosti bylo za policejní stát označováno Rakousko-Uhersko nebo nacistické Německo, dnes jím je například Severní Korea.